# جان بروک اینگلند
جان بروک اینگلند (به انگلیسی: John Brooke England) (زادهٔ ۱۵ ژانویه ۱۹۲۳ - درگذشت ۱۷ نوامبر ۱۹۵۴) خلبان تکخال نیروی هوایی ایالات متحدهٔ آمریکا بود.